# Königreich Tenkodogo

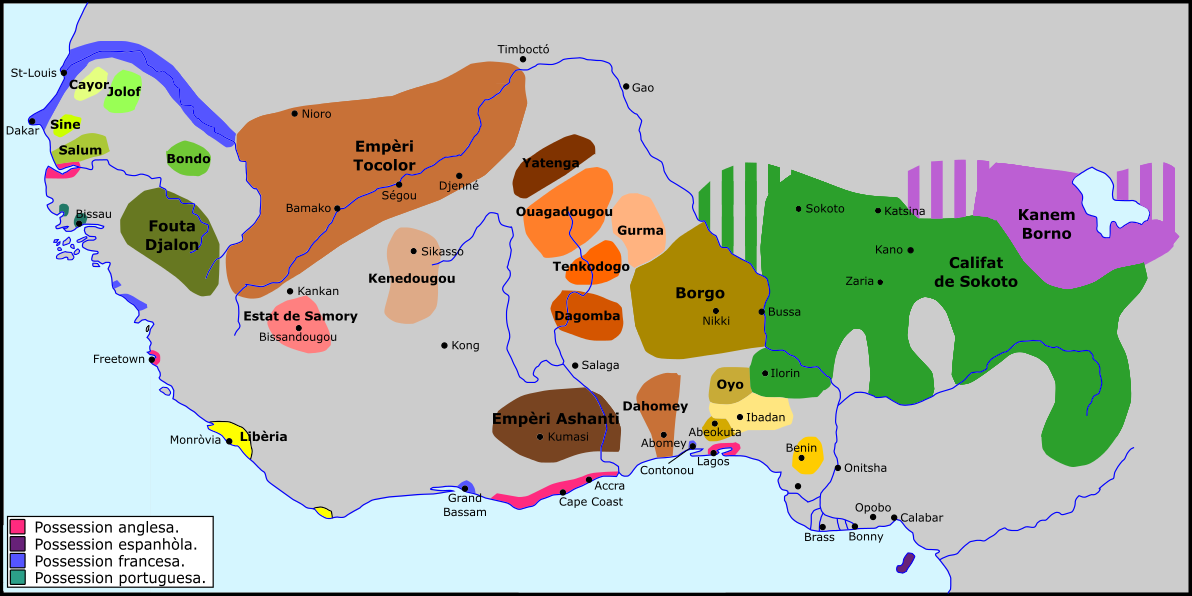
Westafrika um 1875. Tenkodogo befindet sich etwa in der Mitte.

Tenkodogo war ein Moose-Königreich am Nakambé (Weißer Volta) in Westafrika auf dem Gebiet des heutigen  Burkina Faso und bezeichnet bis heute die noch herrschende Dynastie ihrer Könige („Naaba“). Sein kultureller und politischer Mittelpunkt war die Stadt Tenkodogo.
Es entstand vermutlich in der 2. Hälfte des 17. Jahrhunderts und verlor seine politische Unabhängigkeit durch die französische Kolonisation in den 1890er Jahren und ging 1919 in der Kolonie Obervolta auf. 
Die Herrscherdynastie Tenkodogos besteht bis heute, hat jedoch seit Ende des 19. Jahrhunderts keine direkte politische Macht mehr, ist aber eine wichtige geistige und moralische Autorität für etwa 120.000 Menschen in der Region. Amtierender Naaba ist seit 2016 Guiguem-Pollé.

## Lage
Das Königreich Tenkodogo befand sich um die heutige Stadt Tenkodogo und grenzte im 19. Jahrhundert im Norden an das Moose-Königreich Wogdgo, im Nordosten an das Königreich Gulmu, im Südosten an den Hausastaat Borgu und im Süden an das Königreich Dagomba.

## Geschichte
Die Moose sind seit dem 15. Jahrhundert als Gruppen von Kriegern zu Pferde in die Region des heutigen Burkina Faso eingedrungen und haben die dort lebenden Gruppen unterworfen. Sie heirateten in die bisherigen, militärisch ihnen unterlegenen Herrschergruppen der Region ein und errichteten dadurch eine Reihe von Reichen, die als Moose-Königreiche bezeichnet werden. Diese leiten sich über einen gemeinsamen Gründungsmythos ab, waren aber immer voneinander unabhängige Königreiche. Die Moose stammen gemäß Legenden aus Gambaga im heutigen Ghana, einem im 18. Jahrhundert wichtigen Handelsplatz. Die Tochter von Gbewa, Oberhaupt von Gambaga und aus dem Volk der Dagomba, Yẽnenga war eine großartige Kriegsführerin, allerdings suchte ihr Vater ihr keinen geeigneten Ehemann. Sie stohl daher das Pferd ihres Vaters und floh nach Norden, wo sie in der Natur fast verdurstete, bis ein Elefantenjäger, Riare, Sohn eines Mande-Oberhauptes, sie fand. Die beiden bekamen einen Sohn, den sie Wedraogo (Hengst) nannten, zu Ehren des Pferdes, welches Yẽnenga für ihre Flucht nutzte. Wedraogo und seine Nachfahren gründeten die verschiedenen Moose-Reiche.
Das Königreich Tenkodogo entstand in der Mitte oder zweiten Hälfte des 17. Jahrhunderts durch die Eroberung von Gebieten der Bisa durch Moose-Krieger. Die im Gebiet lebenden Bisa konnten sich mit ihren losen Ortsgemeinschaften den militärisch überlegenen Moose nicht widersetzen. Tenkodogo ist eines der spät entstandenen Moose-Reiche. Im Gegensatz dazu wird es fälschlicherweise oft als ältestes Reich bezeichnet, aufgrund einer fehlerhaft abgeleiteten Etymologie (tenga als „Land“ und kudgu als „alt“, also etwa „altes Land“). Eigentlich hieß das Reich bzw. die Residenz Tãnkudgo, nach tãndo als „Lehmziegel“, und kudgo als „alt“. Gegründet wurde es Mitte oder in der zweiten Hälfte des 17. Jahrhunderts durch Naaba Sigri, der in Yẽlẽyan, wie die Siedlung Tenkodogo damals hieß (benannt nach einem nahen Regenzeitfluss), mit Unterstützung eines Fulbe eine Residenz errichten ließ. Er stammte aus einer Moose-Familie, die zuvor ihre Residenzen häufig wechselten und sich aufgrund interner Konflikte in verschiedene Zweige aufspalteten. Naaba Sigri schaffte mit der dauerhaften Errichtung der Residenz in Tenkodogo eine relative politische Stabilität. Zudem legte er fest, dass das Amt des Königs vom Vater auf den ältesten Sohn übergeht. Die Residenz und das Grab seines Vaters Naaba Bugum in Gondere, acht Kilometer westlich von Tenkodogo, wird bis heute vom amtierenden Naaba jährlich besucht.
Im 18. Jahrhundert unter Naaba Baogo erreichte das Reich seine größte Ausdehnung durch die Eroberungen der südlich gelegenen Bisa-Gebiete Loango und Bane.
In den 1890er Jahren wurde das Königreich durch Frankreich erobert und 1919 die Kolonie Obervolta eingerichtet.

## Liste der Könige
- 2. Hälfte d. 17. Jhd.: Naaba Sigri[2]
- 18. Jahrhundert: Naaba Bãogo
- 1852–1859: Naaba Sapilem[2]
- 2. Hälfte d. 19. Jhd.: Naaba Nyambre
- 2. Hälfte d. 19. Jhd.: Naaba Salma
- um 1894: Naaba Korongo
- bis 1933: Naaba Koom
- 1933–1957: Naaba Yamba Sorgo
- 1957–2001: Naaba Tigre
- 2001–2016: Naaba Saaga
- seit 2016: Naaba Guigem-Pollé[3]

## Kunst und Kultur
In Tenkodogo war, anders als in den meisten anderen Moose-Königreichen, die Anfertigung und Nutzung von Masken nicht üblich.